# 猪飼隆明
猪飼 隆明（いかい たかあき、1944年2月13日 - 2024年5月14日）は、日本の歴史学者。大阪大学名誉教授。専門は日本近代史。

## 来歴
福井県武生市（現：越前市）出身。1969年京都大学文学部国史学科卒業、同大学院文学研究科博士課程満期退学。熊本大学教養部助教授、教授、大阪大学大学院文学研究科教授。2007年定年退官、名誉教授。
2024年5月14日、膵体部癌のため死去。80歳没。

## 著書

### 単著
- 『西郷隆盛―西南戦争への道』（岩波新書、1992年）
- 『熊本の明治秘史』（熊本日日新聞社、1999年）
- 『ハンナ・リデルと回春病院』（熊本出版文化会館、2005年）
- 『「性の隔離」と隔離政策―ハンナ・リデルと日本の選択』（熊本出版文化会館、2005年）
- 『遅咲きの女たちの遺言―家族史研究会創始のひとたち』（熊本出版文化会館、2006年）
- 『西南戦争―戦争の大義と動員される民衆―』歴史文化ライブラリー（吉川弘文館、2008年）オンデマンド版　2022年　ISBN　9784642756532
- 『三池炭鉱の社会史－石炭と人の近代』（岩波書店、2025年）

### 編著・共著
- 『対外観 (日本近代思想大系 12)』芝原拓自、池田正博校注、岩波書店、1988年
- 『熊本県の歴史』松本寿三郎、板楠和子、工藤敬一共著、山川出版社、1999年
- 『西郷隆盛 南洲翁遺訓』角川ソフィア文庫〈ビギナーズ 日本の思想〉、2007年、新版2017年
- 『熊本市の昭和 (写真アルバム) 』武田文男共著、樹林舎、2017年